# Bezirksrabbinat Dürkheim–Frankenthal
Das Bezirksrabbinat Dürkheim-Frankenthal wurde 1827 geschaffen. Frankenthal war Sitz des Bezirksrabbinates, wobei der Bezirksrabbiner seinen Sitz in Dürkheim hatte. Die Stellenausschreibung des Jahres 1866 für den Bezirksrabbiner verwendete die Formulierung „Rabbinatsbezirk Frankenthal mit dem Amtssitze in Dürkheim“. Das Bezirksrabbinat Dürkheim–Frankenthal war eines von vier Bezirksrabbinaten in der bayerischen Pfalz.
Im Jahr 1935 wurde der Sitz des Rabbinates nach Ludwigshafen verlegt.

## Gemeinden des Rabbinatsbezirks
- Jüdische Gemeinde Dürkheim
- Jüdische Gemeinde Frankenthal (Pfalz)
- Jüdische Gemeinde Friedelsheim
- Jüdische Gemeinde Mußbach
- Jüdische Gemeinde Wattenheim

## Bezirksrabbiner
- 1828/29–1856: Aaron Kohn Merz
- 1866–1909: Adolf Salvendi (1837–1914)
- 1910–1935: Ernst Steckelmacher